# ブラジル帝国の歴史
本項では1822年から1889年まで存続したブラジル帝国の歴史（ブラジルていこくのれきし、ポルトガル語: História do Império do Brasil）について述べる。

## 独立
ポルトガル王国がはじめて現ブラジルにあたる地域の領有を宣言したのは1500年4月22日に航海家のペドロ・アルヴァレス・カブラルがブラジルに上陸したときだった。ポルトガルのブラジルへの植民は1532年にポルトガル王の名の下に建設されたサンヴィセンテ植民地に始まり、その後の300年間にわたって徐々に西へ拡張、境界のほとんどが現ブラジル国境に近い形で成立するに至った。1807年にフランス皇帝ナポレオン・ボナパルトの軍勢がポルトガルに侵攻すると、ポルトガル王家は逃亡してブラジルに向かった。1808年、ポルトガル王家がブラジルへと到着するとリオデジャネイロに宮廷を置いたため、リオデジャネイロはポルトガル帝国の非公式な首都になった。1815年12月12日、摂政王太子ジョアン（後のポルトガル王ジョアン6世）が統治不能状態に陥っていた母の女王マリア1世に代わってブラジルを植民地からポルトガルと同君連合を組む王国に昇格させた。

1822年9月7日、ペドロ王子による、ブラジル独立宣言。儀仗兵がペドロ王子を歓迎したほか、ポルトガルへの忠誠の象徴である青と白の腕章を捨てる者もいた。

1820年、ポルトガル本国で自由主義革命が勃発した。革命により制憲議会であるコルテスが設立された。自由派は1808年にブラジルに移った後、1816年にポルトガル王に即位しても帰国しなかったジョアン6世の帰国を要求した。ジョアン6世はそれに応じて、王太子ペドロ（後のポルトガル王ペドロ4世、ブラジル皇帝ペドロ1世）を摂政に任命、自身は1821年4月26日にヨーロッパへ出発した。ポルトガル側のコルテスはブラジル諸州の政府をポルトガルの下に置く法令を布告、1808年以降ブラジルで設立された全ての高等裁判所と行政機関を廃止、ペドロ王子をポルトガルに召還した。
これによりポルトガル系ブラジル人（当時は立憲君主派と呼ばれた）と現地派（当時は連邦派と呼ばれた）の2グループが現れた。両派ともコルテスがブラジルをただの植民地に戻そうとしていることを憂慮しており、主にブラジル生まれの紳士階級の人、地主、農民、裕福な商人で構成され、また少数ながらポルトガルからの移民も含まれた。ポルトガル系ブラジル人は1816年以前にコインブラ大学を卒業した者で構成され、ジョゼ・ボニファチオ・デ・アンドラダ・エ・シルヴァを指導者とした。彼らは地域分離主義を防ぐために立憲君主制と中央集権を主張した。ボニファチオなど一部は奴隷貿易と奴隷制度の廃止、土地改革、対外債務なしでの経済発展などほかの目標もあった。一方、現地派は高等教育を受けず一生をブラジルで過ごした者であり、ポルトガル系ブラジル人とは逆の目標を目指した。すなわち、彼らは奴隷制度の廃止に反対、自身にだけ参政権を与えられる民主制、社会階層の温存、飾り物の君主、中央政府の権力が弱い連邦制、諸州が現地人の利益に沿って統治されることを目指した。
しかし、両派はペドロ王子がポルトガルに帰国すべきでないことでは一致しており、説得の結果ペドロ王子は1822年1月9日に「それは万人の利となることで、国民全体の幸福のためであるから、私はよろこんでそれに従おう。私はここに留まると人々に告げよ」と返答した（ディア・ド・フィコ）。ペドロ王子は1822年1月18日にジョゼ・ボニファチオを内閣の長に任命した。ペドロはサンパウロ州に出向いて、同州をブラジル側に引き入れたが、リオデジャネイロに戻る道中の9月7日にボニファチオからの手紙を受けた。ペドロは自身に残っている権力がコルテスに取り上げられたことを知ったのであった。彼は儀仗兵に対し、「友よ、ポルトガルのコルテスはわれらを隷従させ虐げようとしている。今日の日をもって、われらへの束縛は終わりだ」と述べた。彼はポルトガルを象徴する青と白の腕章を外すと、「兵士よ、腕章を外せ。わが血にかけて、わが名誉にかけて、わが神にかけて、ブラジルに独立をもたらすことを誓う！」と続いた。ブラジル史を象徴するこの一幕において、彼は剣を鞘から抜いて、「我が血、名誉、そして神の名において、ブラジルに自由を与えることを誓う」と述べ、続いて「独立か死か！」と叫んだ。そして、ペドロ王子はその夜には正式にブラジル独立を宣言した。
ペドロがコルテスに逆らうことを決めたことで、彼はブラジル国内のポルトガル支持軍勢の武装抵抗に遭った。これによりブラジル独立戦争が勃発して全国に飛び火した。戦闘は主に北部、北東部、南部地域でおきた。そして、最後のポルトガル軍が1824年3月8日に降伏すると、ポルトガルは1825年8月29日にブラジルの独立を承認した。ブラジルを勝利に導いたのは戦闘に参加したブラジル側のブラジル人とポルトガル人のほか、ボニファチオ内閣の功績も大きかった。ボニファチオ内閣は陸軍と海軍をほぼ一から創設、政府の財政を大きく改善、ブラジル諸州を1つの団結した首脳部の下で統一したのであった。
1822年10月12日、ペドロ王子は「立憲皇帝にしてブラジルの永遠の守護者、ドン・ペドロ1世」としてブラジル皇帝に即位した。これがペドロ1世の治世の始まり、独立ブラジル帝国が生まれた瞬間である。ペドロは12月1日に戴冠した。一方、ボニファチオは後に「ボニファチア」（Bonifácia）と呼ばれる、皇帝に対する陰謀を疑われた現地派に対する尋問を行い、その多くを逮捕した。

## ペドロ1世の治世

### 制憲議会
独立を宣言する前、ペドロ王子は制憲と立法議会への代表を選出するための選挙を呼び掛けた。1823年5月3日、制憲議会は憲法起草を開始した。議会の議員定数は100人だったが、実際に会議に出席したのは88人だった。議員選挙は間接選挙で制限選挙であり、政党に属した者はいなかった（当時はまだ政党が結成されなかった）が議会内の派閥はあった。先のポルトガル系ブラジル人と現地派のほか、絶対主義派（「背むし」と呼ばれた）と共和派もいた。しかし共和派は影響力も支持も少ない数人だけであり、共和派以外は全員君主主義者であった。絶対主義派は最初はブラジルの独立に反対したが、それが不可避になるとブラジルの自己決定権を受け入れた。彼らは立憲君主制に反対、絶対君主制を支持した。ポルトガル系ブラジル人と現地派は立憲君主制を支持、うち前者は中央集権を、後者は緩い連邦制を支持した。

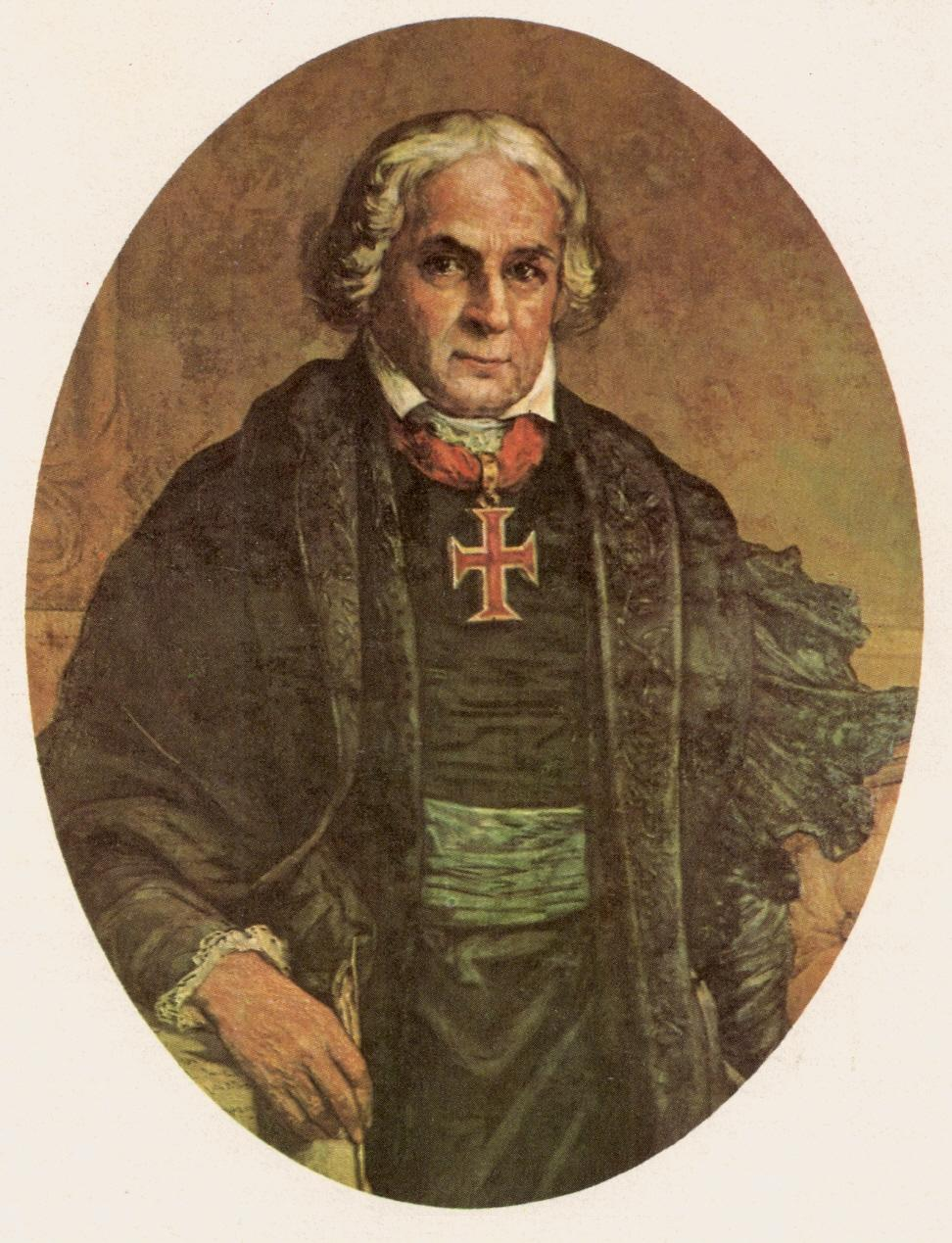
ジョゼ・ボニファチオ・デ・アンドラダ・エ・シルヴァ。ブラジル独立の英雄、ポルトガル系ブラジル人の指導者、後にペドロ1世復帰派の指導者になった。

憲法案は立憲議会に提出され、議員は憲法の発布を準備したが、現地派は前年の「ボニファチア」で受けた迫害を報復しようとして、最初からボニファチオ内閣の倒閣を試みた。一方、絶対主義派はボニファチオが発布した、ポルトガルで生まれた人の特権を廃止した2つの発令に不満だった。現地派と絶対主義派はイデオロギーの差が広かったが、ボニファチオという共通の敵を倒すために手を結んだ。ボニファチオは自身の恣意的な行動で自身の派閥からを失いつつあり、さらに奴隷制度の廃止など、ボニファチオの（先見の明があるともいえるが）急進的な思想も彼の反対者を増やした。やがて、ボニファチオを支持しない者が議会で多数を占めるようになり、彼らはボニファチオ内閣の罷免を求める請願書に署名した。ボニファチオ内閣の罷免と議会との不必要な紛争という2つの選択肢しかない状況だったため、ペドロ1世は前者を選んだ。

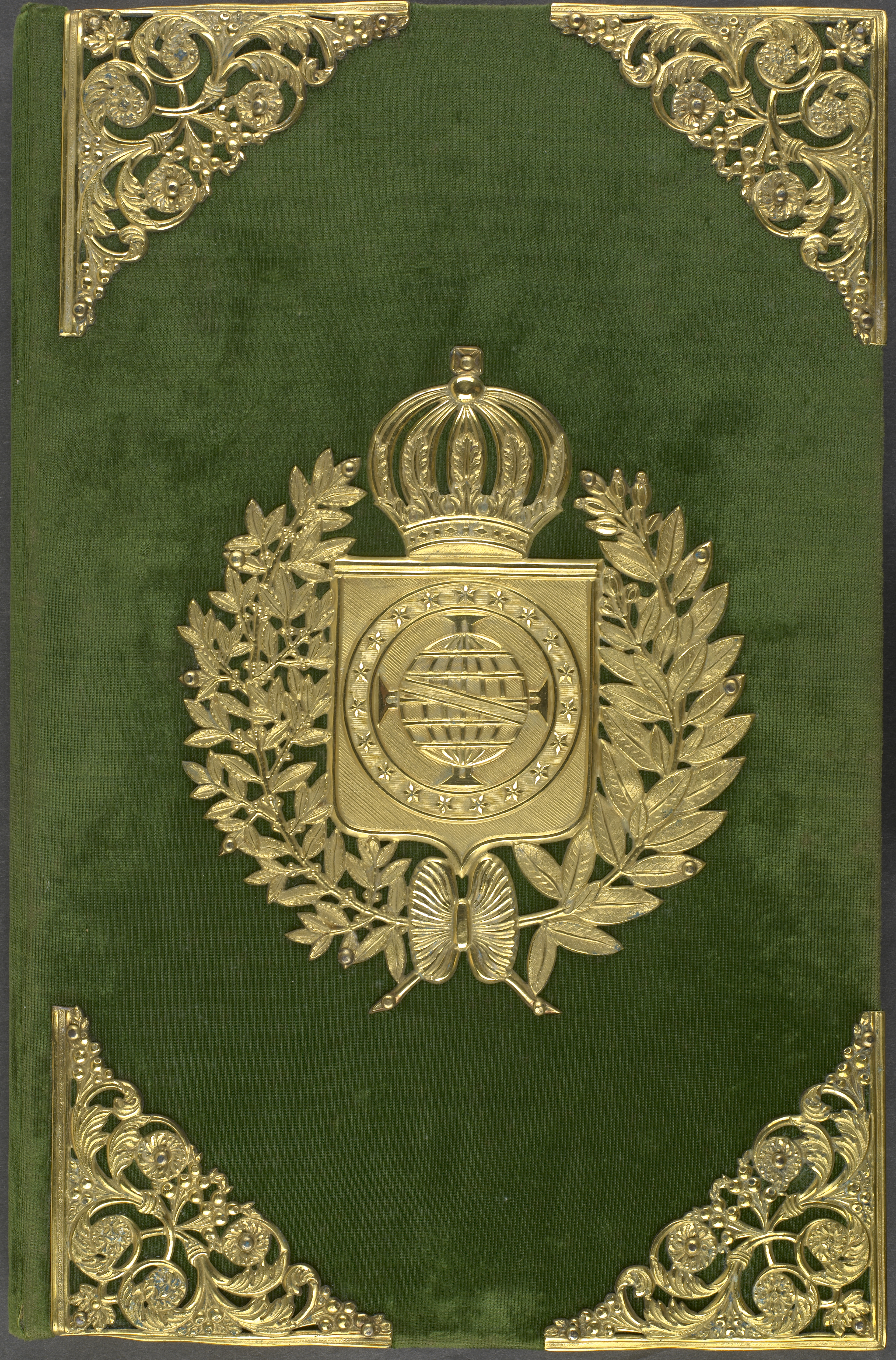
1824年ブラジル憲法。

ペドロ1世は現地派の1人に組閣を命じた。その結果、ボニファチオを支持したポルトガル系ブラジル人は野党に回り、内閣と議会での政敵を攻撃するための新聞を出版した。議会の内部闘争を悪化させる些細な事件が立て続けにおき、議員たちは制憲の仕事に見向きもせず政敵との競争に明け暮れた。その結果、数か月後も憲法案272か条のうち審理が終わったのは24か条だけだった。
ペドロ1世は議会を解散する勅令に署名した（これはボニファチオですら皇帝大権であると信じていた）。ボニファチオを含む議員6名がフランスに追放されたが、フランスに住む限りブラジル政府からの年金を受け取ることができた。「ボニファチア」で起訴された現地派は恩赦された。議会解散で失職した議員のうち、33名は後に上院議員になり、28名は国務大臣になった。また、18名が州知事を、7名が国家評議会の議員に、4名が摂政を務めた。
1823年11月13日、ペドロ1世は新しく成立した国家評議会に憲法起草を命じ、憲法草案はその15日後に完成した。国家評議会はポルトガル系ブラジル人と現地派の両派で構成された。憲法起草にあたって、国家評議会は先の制憲会議に提出され、審議が終わらなかった憲法草案を参考にした。憲法草案が完成すると、草案は各地の地方議会に送られた。地方議会は草案の承認を求められるとともに、新しい制憲議会の承認を求めるべきかの決定も求められた、しかし、一部の地方議会は憲法草案が制憲議会の承認を待たずにすぐにブラジルの憲法として承認されるべきと提案した。この提案が全国に広がると、ブラジル人の地方代表として選出された地方議会の大半はすぐにブラジル憲法として承認することを議決した。これにより、ブラジル憲法は1824年3月25日にリオデジャネイロ旧大聖堂で発布され、憲法への宣誓が厳粛に行われた。

### 自由派の反対
ブラジル憲法の内容は自由主義的だったが、中央集権体制を採用したため、地方には実質的な自治権がなかった。その結果、1824年には北東部数州で赤道連邦の反乱が勃発した。反乱は簡単に鎮圧されたが、ブラジルの国制への不満の表れとなった。1825年末、今度は南部のシスプラチナ州で分離主義者の反乱が勃発した。ほかの州と違い、シスプラチナ州は植民地時期にスペインとポルトガルの間で領有権が争われた結果、ポルトガル系とスペイン系米州人の両方で構成された。リオ・デ・ラ・プラタ連合州が正式にシスプラチナ州を併合すると、ブラジルは連合州に宣戦布告した。ブラジルはここにシスプラチナ戦争と呼ばれる、「南部での長く、不名誉な、そして結果的には無駄な戦争に引き込まれた」。開戦から数か月後の1826年3月、ジョアン6世が死去した。ペドロ1世はペドロ4世としてポルトガル王に即位、ブラジル独立戦争終結からわずか2年後にポルトガルとブラジルが再び同君連合を組むこととなった。ペドロ1世はすぐにポルトガル王から退位して王位を長女マリア2世に譲ったが、マリアがわずか7歳だったためペドロ1世は引き続きポルトガルの政局に関与した。
制憲議会解散から2年後の1826年5月に議会が再び開会したとき、ペドロ1世は「立憲政府とブラジル独立への支持の真摯さが広く疑われてい」る状況にあった。ペドロ1世と議会の多くの議員は「選挙で選出された立法機関と独立した司法を有する立憲制でありながら、卓越した才能と強運でゆるぎない権威を有する覇者が統治する」という理想を持った。一方、それ以外の議員は「人民、またはより正確にいうと『文明的』とされる人民（すなわち、統治層のみ）が権威の源であり、彼らが選出した代表が権力を保持する」という制度を受け入れている。2派のうち、後者はブラジル初の「自由党」と呼ばれる緩い同盟を形成した。この自由党は地域自治の拡大も支持した。「矛盾した2つのイデオロギーは1826年から1831年までの全ての戦闘の根底にある。これらの戦闘では統治制度、政治プロセスの機能、外交で追求すべき目標について争われた」。1828年にシスプラチナ戦争が終結して、シスプラチナ州がウルグアイという共和国として独立したこととペドロ1世の弟ミゲル王子がマリア2世の王位を簒奪したことで情勢がさらに悪化した。ブラジルとポルトガルの政局を同時に対処できなかったペドロ1世はブラジル皇帝からの退位を決断、1831年4月7日に帝位を息子（後のペドロ2世）に譲るとすぐにヨーロッパに向かい、娘を女王に復位させた。

## 摂政時代

### 摂政時代の問題

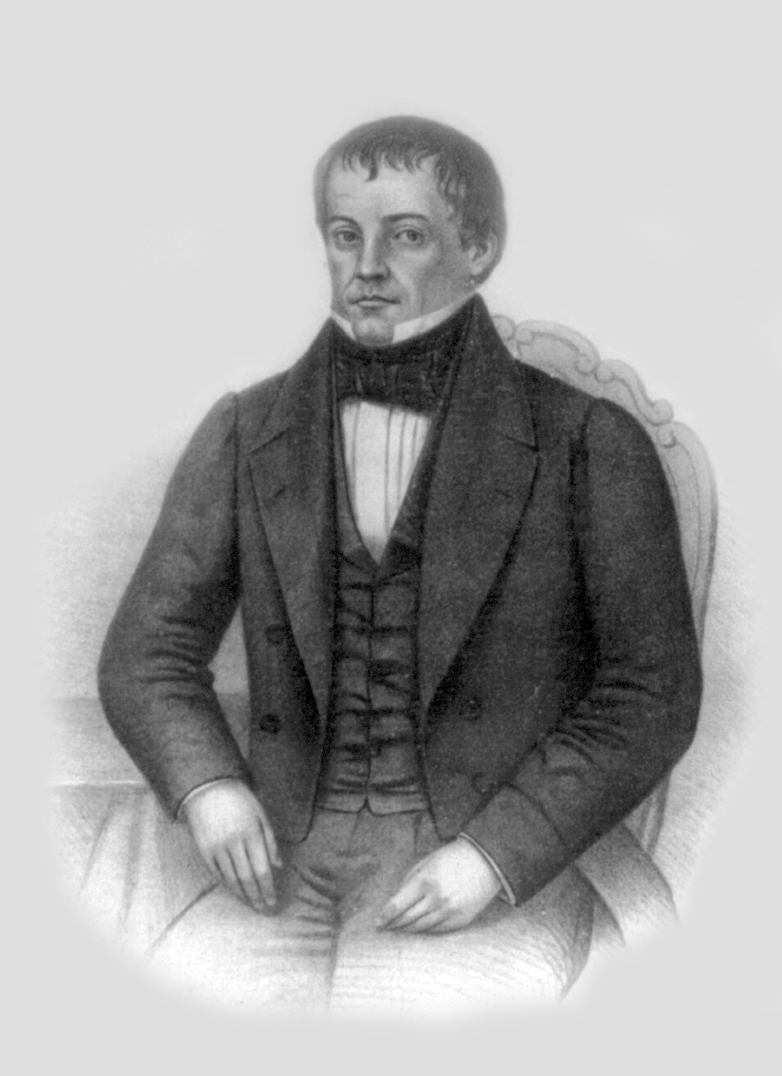
ディオゴ・アントニオ・フェイジョ、摂政、現地派と第2次自由党の指導者。1832年に独裁政治を志向してクーデターを起こしたが失敗、1842年自由主義反乱に関与して逮捕された。

ペドロ2世が成年する（18歳になる）のは1843年のことになるため、彼が成年するまで統治する摂政が選出された。これにより、ブラジルは国名を除いてほぼ共和政をとるに至った。ジョアキン・ナブコの1890年代の著作によると、ブラジルの共和派はブラジルに上位の裁断者たる君主がおらずとも平和裏に存続できることを証明する機会であると考えた。しかし、共和派による統治はブラジルにとって災害でしかなく、摂政時代のブラジルはスペイン語圏の隣国と同程度になり下がった。摂政には実質的な権威がほとんどなく、ブラジルが9年間の混乱に陥った。この時期のブラジルでは政治派閥による反乱とクーデターが頻発した。
1831年4月7日に権力の座についた自由党は緩い政治連合で、「共通点のない利害」を代表しており、「ペドロ1世への反対のみで連合していた」。一口に「自由党」と言っても、それぞれ重視すべきと主張した理想が違い、しかも各々が自身の理想を優先して他人の理想に反対したりした。その結果、自由党はすぐに2派に分裂した。1つは共和派（「急進派」または「ぼろきれ」とも呼ばれた）で、小さいながら急進的な派閥であり、もう1つは「中道」自由派だった。中道自由派はディオゴ・アントニオ・フェイジョ司祭率いる現地派とコインブラ大学出身者で固めた「コインブラ党」の連合だった。コインブラ党の指導者はペドロ・デ・アラウジョ・リマ（後のオリンダ侯爵）とベルナルド・ペレイラ・デ・ヴァスコンセロスだった。ヴァスコンセロスは党の首脳部としてふるまっただけでなく、オノリオ・エルメト・カルネイロ・レオン（後のパラナ侯爵）、パウリノ・ソアレス・デ・ソウザ（後のウルグアイ子爵）、ジョアキン・ジョゼ・ロドリゲス・トレス（後のイタボライ子爵）など後進の指導者としての一面もあった。
中道派と関連を持っていないより小さな派閥もあった。そのうちもっとも重要だったのはカラムルス（復帰派）)であり、復帰派はペドロ1世の摂政就任を主張した。復帰派の脅威に対処する必要性と、連邦制への支持という2点だけが現地派とコインブラ党を中道派という1つの派閥に引き入れた理由だった。ブラジル憲法は過剰に中央集権を目指しており、それが中道派がペドロ1世に反対した主な理由であった。ペドロ1世自身も全ての憲法改正に反対した。中道派は地方自治権を増大させることで不満が減り、分離主義者の脅威も消滅すると考えた。
地方分権に関する憲法改正案は下院を無事通過したが、上院で反対に遭った。アントニオ・フェイジョは独裁者となるべくクーデターを計画、さらに計画が成功した暁には議会の承認なしに憲法改正を決定すると考えた。1832年7月30日、現地派議員の一部はフェイジョとともに下院に対し議会を制憲議会に変えることを提案した。彼らは上院が復帰派議員に乗っ取られているため、下院で新憲法を制定すべきと主張したのであった。しかしカルネイロ・レオン（コインブラ党）はほかの議員を説得して反対に回らせることに成功、クーデター計画は失敗した。コインブラ党の断固とした行動により、ブラジルは反乱や政治危機に晒されている状況においても法的権利の剥奪と独裁体制の成立を回避した。

### 追加法と反乱
アト・アディシオナル（「追加法」）と呼ばれる憲法改正は1834年8月12日に発布された。改正には国家評議会の廃止、行政上と政治上の地方分権による連邦制の採用などが盛り込まれた。しかし、地方分権は地方の不満を低減させるどころかますます燃え上がり、北部と南部では内戦が勃発した。地方分権により、各州を支配する政党は選挙と政治制度をも支配するため、党派紛争が熾烈を極めた。選挙に敗れた党派は実力行使に出て、武力で権力を奪取しようとした。しかし、反乱を起こした党派でも正当性を主張するために皇帝への支持を表明した（すなわち、皇帝に対し反乱したのではないと主張した）。カバナジェン（1835年 - 1840年）、サビナダ（1837年 - 1838年）、バライアダ（1838年 - 1841年）の反乱軍はいずれも同様の主張をした。一部の州が分離を試みて、ペドロ2世が成年するまで共和国として独立しようとしたときも同様にペドロ2世支持を主張した。ファラーポス戦争は例外であり、この戦争もまたリオグランデ・ド・スル州の党派紛争が引き金になっていたが、アルゼンチンの独裁者フアン・マヌエル・デ・ロサスの支援を得たため、すぐに分離主義者の反乱に発展した。しかし、数多くの反乱のうち最大規模であるファラーポス戦争においても、大都市を含む住民の大半が帝国を支持した。

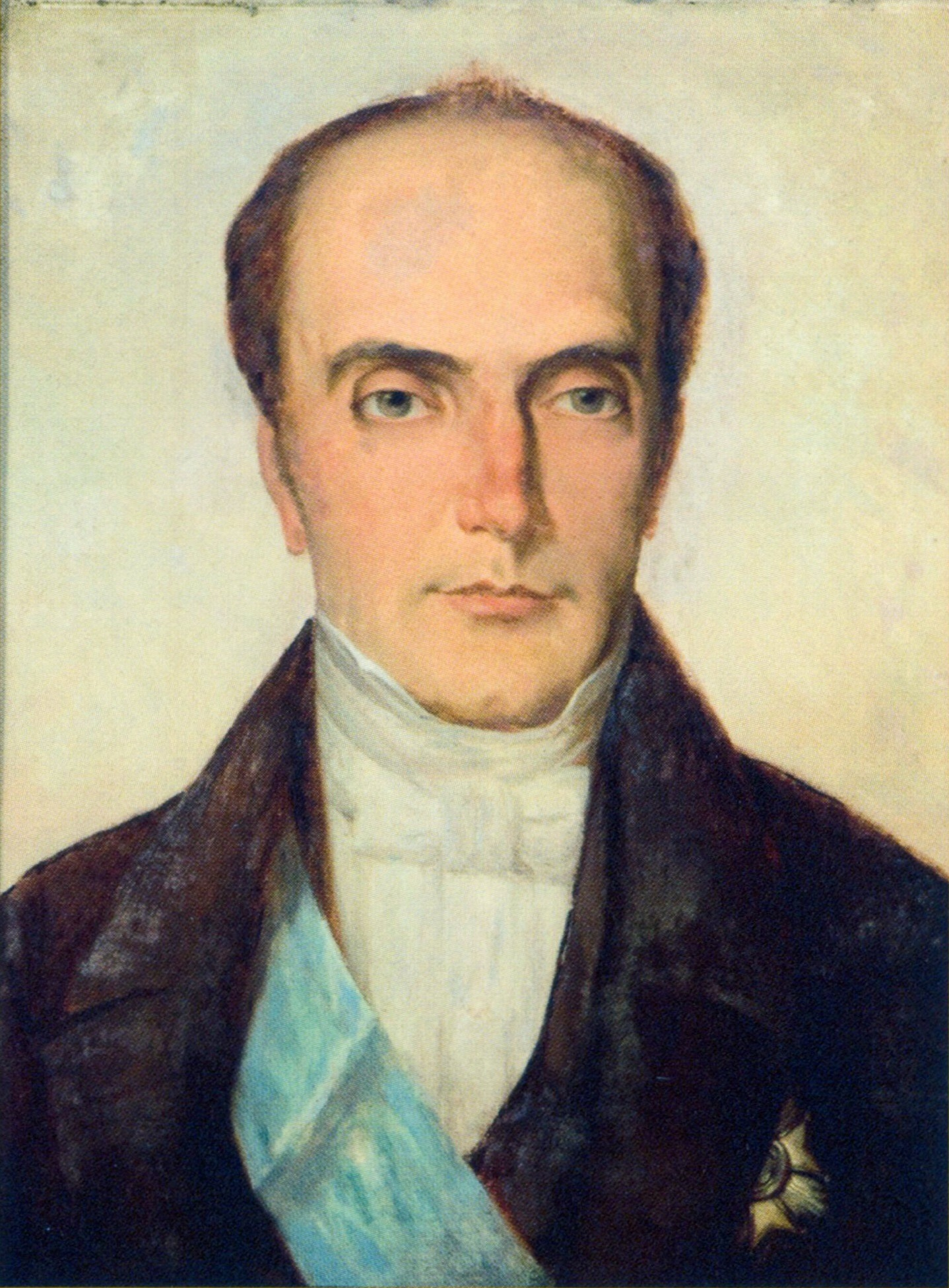
オリンダ侯爵ペドロ・デ・アラウジョ・リマ、摂政、保守党、自由連盟、第三自由党の創立者。

1835年4月、新しい摂政を選出するための選挙が行われた。結果はどの候補も多数票を得ることができずに終わったが、当選者は現地派の指導者フェイジョで、彼は10月12日に就任した。そして、ペドロ1世が1834年9月24日に急死したとの報せが届くと、復帰派は国政での影響力を失った。復帰派の多くは経済、社会、思想において立場の近いコインブラ党に加入した。彼らはいずれも王党派であり、フェイジョに反対した。コインブラ党はペドロ1世の復帰に強く反対したが、ペドロ1世が死去したことで両派の差が縮まり、結果的には両派は接近した。1834年10月にカルネイロ・レオン（コインブラ党）が復帰派との交渉を開始、フェイジョ以外の摂政候補を支持するようになると、後の保守党となる党派のひな型が形成した。
フェイジョは就任すると、議会への責任を感じない独裁者としてふるまうようになった。1837年になると、フェイジョ政府は信用も支持も失った。北部と南部の蜂起は未だに鎮圧されておらず、ブラジルの課題は全く対処されなかった。活力を取り戻したコインブラ党はフェイジョの不正行為を追求して彼を追い落とし、フェイジョは1837年8月に辞任した。後任はコインブラ党のアラウジョ・リマであり、彼は自党の党員を軍部の首脳部に任命した。コインブラ党は「権力を掌握した。クーデターによるのではなく、君主の寵愛に基づくものでもなく、議会の少数派をねじ伏せてなしたことである」。
これにより中道派は解体した。また、1837年5月には中道派の結束を維持していたエヴァリスト・ダ・ヴェイガ・エ・バロスが死去した。コインブラ党はブラジルの秩序回復を目指す政策をとった。1834年の追加法に基づく新法が採択され、地方警察と裁判所の支配権を中央政府に戻した。新法により中央政府の反乱対処力が大きく強化されたが、1834年の憲法改正で定められた地方の行政的と政治的自治は変更されなかった。コーヒーの輸出は1820年代に4倍まで増え、1829年から1835年までの間でさらに倍に増えており、コインブラ党はリオデジャネイロ市のちょうど北にあるパライバ盆地のコーヒー業との関係を強化することで信用を増した。経済の好況により政府の収入が増え、借款を得る能力が強化されたことで情勢が改善した。
フェイジョ率いる現地派はほかの少数野党と連合した。しかし、これらの野党は寄せ集めであり、思想上の共通点はなかった。「急進共和派、中道改革派、自由王党派、元復帰派などを含む実利的な同盟であった」。この派閥は1840年代の第二「自由党」の前身になった。政敵が永遠に権力の座に留まり続けることを恐れた自由党はペドロ2世を成人とする年齢の引き下げを呼び掛けた。彼らは摂政を追い払って、若い皇帝を言いなりにすることで影響力を取り戻そうとした。「（政治の）経験がない皇帝は自分を権力の座につかせた人物に操られる可能性がある」。そのため、彼らはアウレリアノ・デ・ソウザ・エ・オリヴェイラ・コウチーニョ（後のセペチバ子爵、フェイジョの1832年7月30日クーデターを支持していた）率いる「宮廷派」を支持した。宮廷派はペドロ2世に近い政治家や高級使用人の間で結成された派閥である。

## ペドロ2世の親政前期

### コウチーニョ派とペドロ2世の青年期

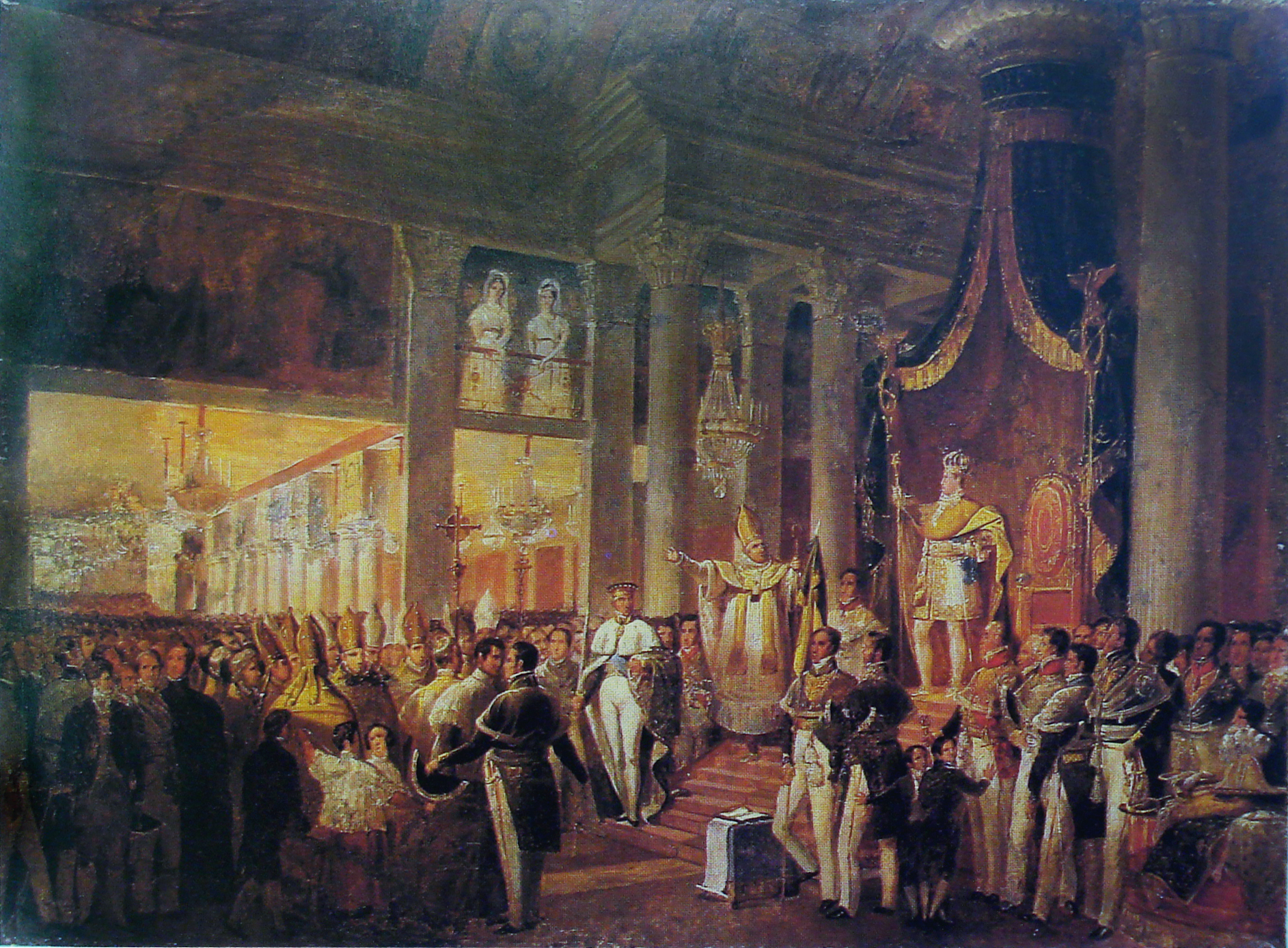
ペドロ2世の戴冠式、1841年7月18日。

コインブラ党は皇帝を成人とする年齢の引き下げ自体には反対しなかったが、引き下げは法的に行われるべき、すなわち憲法改正を経由すべきとした。政権側として危険や障害に直面した経験から、1830年代以降の政治家は保守派か自由派かにかかわらず、統治にあたってより大きな役割を果たすことに慎重になった。彼らは皇帝を基本的ながら役に立つ権威の源としてみて、それを統治と国の存続に不可欠であるとした。彼はペドロ1世の統治期に皇帝が政治で中心的な役割を演じることに反対していたため、その息子であるペドロ2世を政治における中心的な役割に置こうとするこの転向は皮肉なことだった。用心深い保守派と違い、自由派は摂政に失職を認めさせるよう圧力をかけた後、世論の支持をもって1840年7月23日にペドロ2世の成年を宣告した。
この結果は1838年時点ですでに予想できたことだった。アラウジョ・リマがフェイジョの後任として摂政に選出されたとき、彼はヴァスコンセロスを大臣に任命した。ヴァスコンセロスはすぐに頭角を現して実質的な首相になり、アラウジョ・リマ自身よりも権力を持つに至った。彼は他人と「協力などできず、支配しなければならなかった。彼は自分の意思から独立する権力の中心を許さなかった。どうりで彼の同盟者もやがて不満をもち、反乱するに至ったのだった」。ヴァスコンセロスは宮廷派の使用人を解任しようとしたが失敗した。アラウジョ・リマは権力を失うことを嫌ってヴァスコンセロス内閣への支持を撤回、ヴァスコンセロスは1839年4月18日に辞任した。その後、アラウジョ・リマが任命した内閣は議会での支持基盤が弱く、すぐに倒れる内閣ばかりだった。コインブラ党の影響力もカルネイロ・レオン、ロドリゲス・トレス、パウリーノ・デ・ソウザなどの次世代に奪われた。
ペドロ2世の成人宣言直後に形成した自由派内閣は1840年に国政選挙を行った。選挙不正と暴力が横行したため、棍棒選挙と呼ばれた。自由派と宮廷派の同盟は長続きしなかった。自由派の閣僚は宮廷派を内閣から追放すべくペドロ2世に辞表をつきつけた。若く経験不足なペドロ2世は自由派閣僚と宮廷派の間で選ばざるを得なかったが、結局彼は宮廷派の影響を受けて自由派閣僚の辞任を受け入れた。1841年3月23日に成立した新内閣ではコインブラ党も入閣した。
自由派はそのまま結果を受け入れず、1842年5月と6月にサン・パウロ州、ミナス・ジェライス州、リオデジャネイロで蜂起した。蜂起の言い分は「帝国政府の暴政、とりわけ皇帝を人質にしていることに対する行動」であった。反乱は8月末までに鎮圧された。元摂政のフェイジョも反乱の指導者の1人であり、彼は逮捕されて、直後の1843年に死去した。
コインブラ党は自由派との対比として、「秩序党」と自称するようになった。蜂起を鎮圧したことで秩序党の立場が強くなった。内閣では不和が増えており、主にペドロ2世への影響力のみで閣僚に留まっていたアウレリアノ・コウチーニョによるものだった。コウチーニョは秩序党の結党以来同党に反対しており、彼は「閣僚から排斥されている」ように感じた。新しく選出された議会が1843年1月1日に開会すると、内閣はコウチーニョに辞任するよう圧力をかけた。ペドロ2世はコウチーニョを失うことを嫌って、1月20日に内閣全体を罷免した。

### 保守党の成立

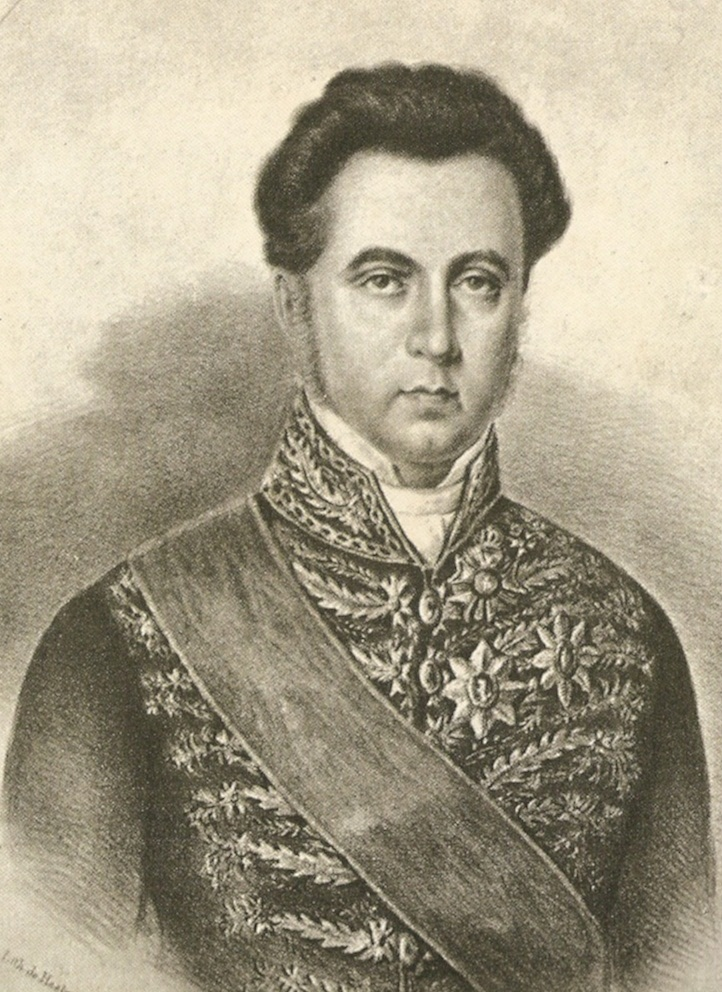
セペチバ子爵アウレリアノ・デ・ソウザ・エ・オリヴェイラ・コウチーニョ、宮廷派の指導者。

1843年1月20日、ペドロ2世はカルネイロ・レオン（このときは上院に移っていた）に組閣を命じた。それまでの内閣では皇帝が閣僚を指名していたが、カルネイロ・レオンは自ら閣僚を選ぶことで、実質的にはブラジル初の首相になった。これが前例となり、4年後には首相職が閣僚会議議長として正式に設立された。このとき、秩序党は上院、下院、国務会議のいずれも多数を占めた。カルネイロ・レオン内閣は1842年の反乱の参加者への恩赦に反対した。しかし、反乱の参加者の多くが1年以上投獄されており、起訴しても成功する確率が低かった。カルネイロ・レオンが法務大臣として、反乱に手助けした上院議員5名を起訴しようとした結果、上院で激論になり、延長会期10か月間の予定が全く消化されなかった。また、内閣が全く譲歩しようとしなかったため、多くの支持を失った。結局、カルネイロ・レオンとペドロ2世が口論して、内閣は1844年1月末に総辞職した。
その後の4年間、秩序党は野党に回った。宮廷派は数年間政治を牛耳したが、成長して経験を積んだ皇帝が宮廷派に関連する全員を追放したことで影響力を失った。これにはコウチーニョも含まれており、彼はペドロ2世から名指しで官職追放され、影響力を一瞬にして失った。ペドロ2世はこれ以降他人の影響を受けずに決定を下すと表明した。1844年2月から1848年5月まで、ブラジルでは内閣が4回更迭され、いずれも閣僚全員が自由党出身だったが、内部分裂により成果を出せなかった。新しい技術（鉄道や電報など）と新しい制度（小学校制度など）など進歩的な試みは日の目を見ることがなかった。最後の自由党内閣が倒れると、ペドロ2世は秩序党に組閣を命じた。このとき、「秩序と立憲君主制の維持」を目的とした秩序党は単に「保守党」と呼ばれるようになった。元摂政のペドロ・デ・アラウジョ・リマが首相に就任した。

### プライエイラの反乱とラ・プラタ戦争

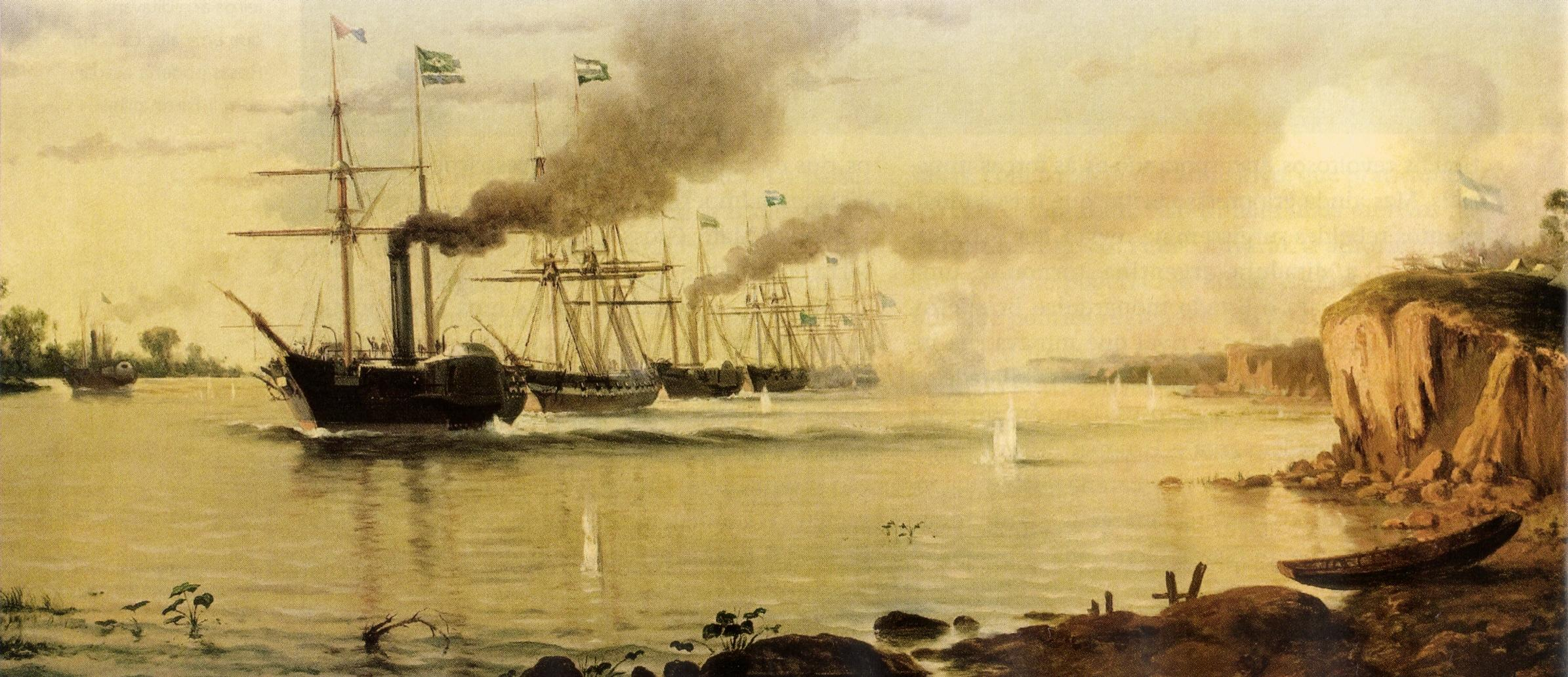
ラ・プラタ戦争中、アルゼンチン砲兵がブラジル軍艦を攻撃する様子。

秩序党と違い、自由党の派閥は交替で政権をとることができなかった。最も急進的な派閥はペルナンブーコ州の「砂浜党」（Partido da Praia）であり、反乱を起こして武力で権力奪取することを準備した。名目的には自由党だったが、実際には宮廷派と関連を持っており、コウチーニョを全国における指導者としていた。そのため、プライエイラの反乱は1847年以降消滅していた宮廷派の再起をかけた反乱とみることもできる。しかし、「プライエイロス」（praieiros）と呼ばれた砂浜党の党員には大衆の支持がなく、世論も彼らに反対していた。おまけに、反乱を正当化できる理由すらもっていなかった。1848年11月7日に始まった反乱は大きな支持を得ることもなく、1849年2月2日にペルナンブーコ州の首府レシフェで大敗して鎮圧された。プライエイラの反乱の後、自由党は世論に反対されほぼ完全に消滅した。また、ブラジル人が立憲君主制支持で固めるようになり、その後の10年間で保守党が政治を主導する結果になった。
もう1つの問題は1826年のイギリスとの条約で禁止された、奴隷の違法輸入だった。奴隷の違法輸入は条約締結以降も止まず、イギリスは1845年にアバディーン法を制定して、イギリス軍艦にブラジル船に乗船して捜査することと、奴隷貿易に関与した者の逮捕を許可した。ブラジルでも1850年9月4日にブラジル政府に違法奴隷貿易に対処する権力を与える法案が発布された。これにより、ブラジルは奴隷輸入を排除することができ、イギリスは奴隷貿易が止められたことを認めた。
ブラジルの内部問題が対処され、イギリスからの脅迫もなくなったことで、保守党内閣はもう1つの外敵に対処することができた。その外敵とはアルゼンチンの独裁者フアン・マヌエル・デ・ロサスであり、彼はブラジルのリオグランデ・ド・スル州、パラグアイ、ウルグアイ、ボリビアの併合をもくろんだ。それは元リオ・デ・ラ・プラタ副王領の再建を意味した。ブラジルの内閣はロサスの野心に脅かされている諸国との同盟を決定、ルイス・アルヴェス・デ・リマ・エ・シルヴァ（後のカシアス公爵）率いる軍勢をウルグアイに派遣した。この軍勢は1851年9月4日に国境を越えた。ブラジル軍は二手に分け、うち半分はウルグアイ軍とアルゼンチン反乱軍で構成され、アルゼンチンに進軍した。1852年2月3日、同盟軍はロサス率いる軍勢を撃破、ロサスはイギリスに逃亡した。ロサスに勝利したことで、1850年代のブラジルは安定と繁栄の時期になった。この時期のラテンアメリカで経済力と政治の結束がブラジルと比肩できる国はチリだけだった。

## 帝国の成長期

### 和解政策

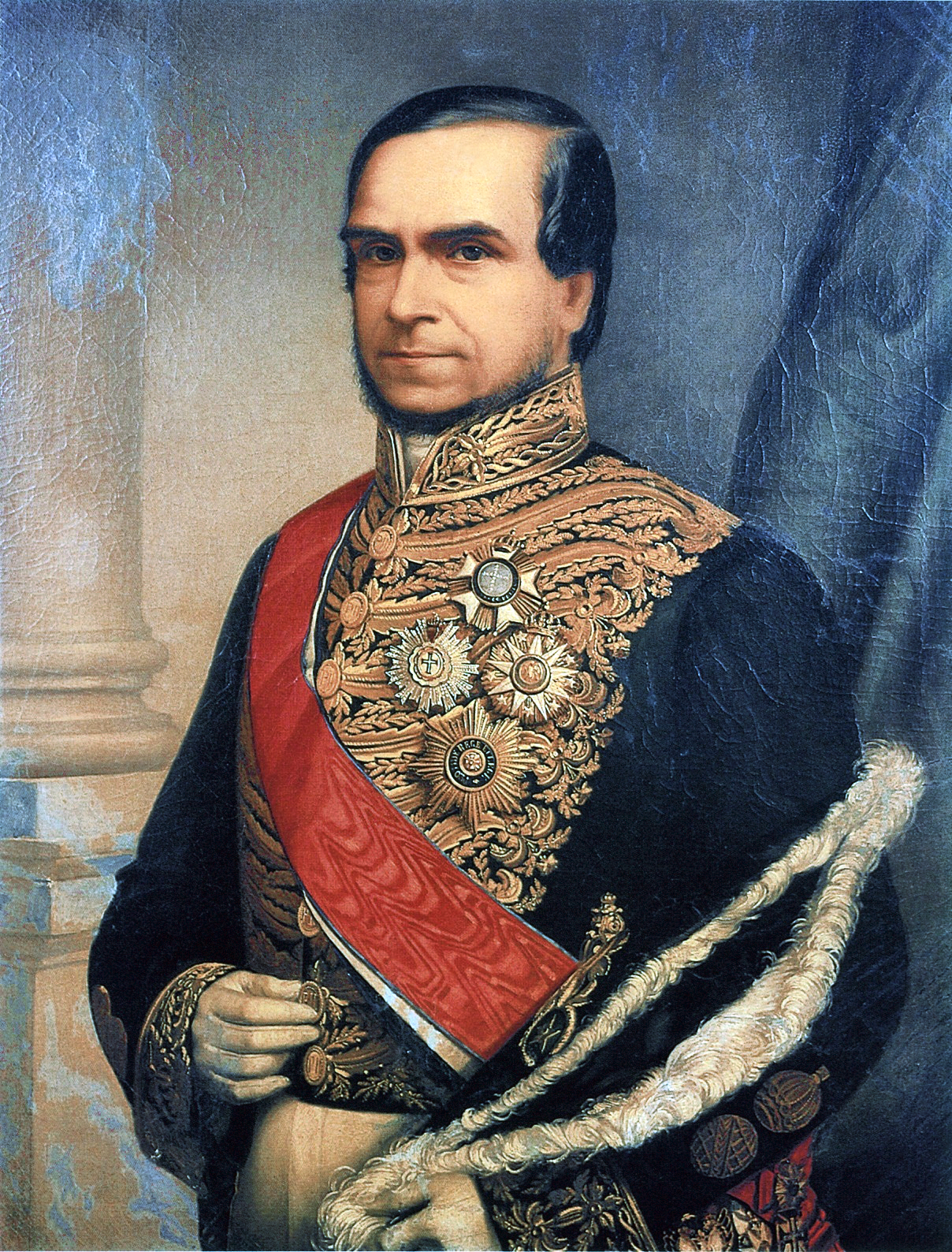
パラナ侯爵オノリオ・エルメト・カルネイロ・レオン、1831年から1856年まで活躍した政治家。

1853年9月6日、カルネイロ・レオンが首相に任命された。彼は当時保守党党首であり、ブラジルにおける影響力の最も強い政治家だった。ペドロ2世は和解政策という野心的な政策を推進しようとした。和解政策の目的は1830年代に復帰派が始まり、その後に自由派が継続した党派紛争を終わらせることだった。1842年と1848年のように、選挙に敗れた政党が武力による権力奪取を試みるのが常だった。和解政策がとられるようになってからは、政争は議会で民主的に解決しなければならず、両党ともに党派心だけではなく、国の公益のために行動することを求められた。
カルネイロ・レオンは自由党の一部に保守党への加入を要請、一部には閣僚にするよう誘った。その結果、内閣は最初から政争に見舞われた。すなわち、旧来の保守党員は直近に加入した党員が本心から保守党の思想を信じているのではなく、公職につくために入党しただけと疑った。カルネイロ・レオンはこれらの疑いと脅かしをはねつけて政策を推進、ブラジル初の鉄道、蒸気船を採用した定期客船、下水道、ガス街灯などを建設、ヨーロッパからの移民招致の新しい試みを行った。
1856年9月にカルネイロ・レオンが急死すると、内閣も数か月後に崩壊した。ペドロ2世は最初は和解政策を批判したが、やがて政策がもたらす利益を知るとその継続に前向きになった。これによりカルネイロ・レオン内閣はカシアス侯爵を首相として1857年5月4日まで存続した。
和解政策に反対した伝統的な保守派はイタボライ子爵、エウゼビオ・デ・ケイロス、ウルグアイ子爵という「サクアレマ三巨頭」を指導者としており、保守党も「サクアレマ党」として知られた。この名前はイタボライ子爵がコーヒーのプランテーションを所有していたリオデジャネイロ州のサクアレマを起源としている。サクアレマ三巨頭はカルネイロ・レオンと同世代の政治家であり、カルネイロ・レオンの死後に保守党の指導者になった。この時期の保守党は名前こそ保守であったが、多くの政策で政敵の自由党よりも進歩的だった。

### 進歩連盟の結党
1857年以降の政党はいずれも議会での支持に欠けており、長続きしなかった。保守党は伝統派と和解派（1860年には「中道保守派」と呼ばれるようになった）に分裂した。保守党員は演説では和解政策を分裂の原因としたが、実際にはカルネイロ・レオンの死後、新しい世代の政治家が現れて権力を欲したことが原因だった。この新しい世代は保守党の老人政治家が権力を手放さなかったために政権に入れなかったと考えた。
1849年にプライエイラの反乱が鎮圧された後残っていた自由党の党員は保守党が解体したようにみえたため、機に乗じて国政に再進出しようとして、1860年には下院で数議席を得ることに成功した。1861年3月2日、ペドロ2世はラ・プラタ戦争でブラジル軍を指揮した保守党員のカシアス侯爵（後に公爵に昇格）を首相に任命した。新内閣は発足早々に、伝統派、中道保守派、自由党の3グループに分裂した下院という難局に直面した。カシアス侯爵は自由党を弱らせて、多数派を確保すべく、伝統派と中道保守派の両方を入閣させた。
しかし、閣内での支持は確保できず、すぐに行き詰まった。カルネイロ・レオン内閣の法務大臣だったジョゼ・トマス・ナブコ・デ・アラウジョ・フィリョが中道保守派と自由党の合流を支持する演説を行うと、内閣は崩壊した。演説は大歓迎を受け、中道保守派と自由党は共闘した。これにより内閣は議会で多数を確保できなくなり、ペドロ2世に議会解散と選挙を求めた拒否された。もはや選択肢が残されていない内閣は総辞職した。1862年5月24日、ペドロ2世は中道保守派＝自由党連合のサカリアス・デ・ゴイス・エ・ヴァスコンセロスに組閣を命じた。党員の大半が元保守派である新党は「進歩連盟」と呼ばれた。
これにより保守党による14年間の国政支配は終わりを告げた。この時期はブラジルの平和と繁栄の時期であり、「政治制度はスムーズに機能した。個人の自由は維持された。鉄道、電報、蒸気船がブラジルに導入された。建国以降の30年にブラジルを悩ました反乱や紛争は問題にならなくなった」。
この平和はイギリス駐リオデジャネイロ領事ウィリアム・ドゥーガル・クリスティがほぼイギリスとブラジルの間の戦争を引き起こしたことで終わりを告げた。クリスティは砲艦外交を信奉しており、1861年末と1862年初におきた些細な事件2件を口実として、侮辱的な要求を盛り込んだ最後通牒をつきつけた。1つ目の事件はリオグランデ・ド・スル州海岸で商用バークが沈没して、現地住民が沈没船を略奪した事件だった。2つ目はリオデジャネイロ町中で酔っぱらって迷惑行為を起こしたイギリス士官が逮捕されたことだった。ブラジル政府が要求を拒否すると、クリスティはイギリス軍艦に賠償としてブラジル商船を拿捕するよう命じた。ブラジル海軍は戦争準備をはじめ、沿岸砲台を注文、装甲艦の建設が批准され、沿岸警備隊はブラジル商船を拿捕しようとするイギリス軍艦への砲撃を許可された。ブラジルが抵抗したのはペドロ2世が要求受け入れの提案を全て拒否したからだった。予想外の返事を受けたクリスティは態度を改め、国際仲裁で平和裏に解決することを提案した。イギリス政府の態度が軟化したため、ブラジル政府は逆に要求を提出、1863年6月にイギリスとの国交を断絶した。

### パラグアイ戦争
イギリス帝国との戦争の脅威が増大する最中、ブラジルは関心を南部国境に移す必要があった。というのも、ウルグアイが再び党派紛争により内戦状態に陥ったのであった。内戦によりウルグアイでブラジル人が殺害され、ブラジル人の財産が略奪された。ブラジル政府はイギリスとの紛争を抱えている最中に弱腰を示してしまうことを恐れ、介入を決定した。1864年12月にブラジル軍がウルグアイに侵攻したことでウルグアイ戦争という短期間の戦争が勃発、1865年2月20日に終結した。
一方、1864年12月にはパラグアイの独裁者フランシスコ・ソラーノ・ロペスが機に乗じてパラグアイを地域大国にしようとし、マットグロッソ州（当時。現マットグロッソ・ド・スル州にあたる）に侵攻した。これによりパラグアイ戦争が勃発、4か月後にはパラグアイ軍がリオグランデ・ド・スル州侵攻の前振りとしてアルゼンチンに侵攻した。

## 全盛期

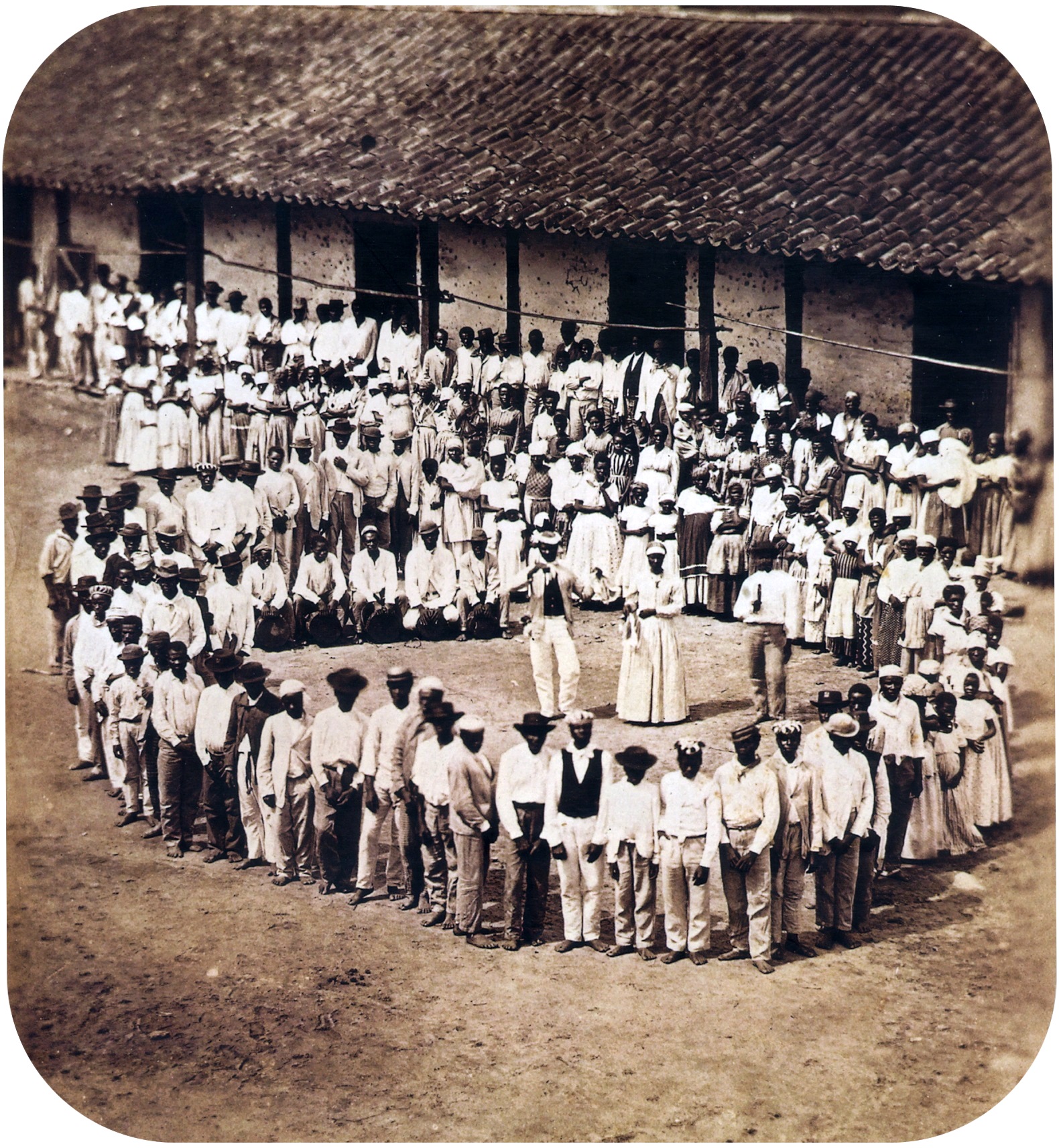
ミナスジェライス州の農園で集められた奴隷、1876年。

イギリスへの外交的勝利と1865年のウルグアイへの軍事的勝利、そして1870年にはパラグアイとの戦争も勝利に終わったことで、ブラジル帝国は黄金時代に入った。ブラジルの経済は大きく成長し、鉄道、海運などの近代化計画が始まり、移民も増えた。ブラジルは米州における、アメリカ合衆国についで国際的に近代化した進歩的な国と認知された。政治的に安定していて、発展の見込みの高い経済体と見られた。
1871年3月、ペドロ2世は保守派のリオ・ブランコ子爵ジョゼ・マリア・ダ・シルヴァ・パラニョスを首相に任命した。リオ・ブランコ内閣の目的は女性奴隷の子供を解放する法案の通過させることだった。法案は5月に下院で審議されたが、下院議員の約3分の1が断固として反対し、反対世論を組織しようとした。法案は結局9月に発布されたが（リオ・ブランコ法）、帝国の長期的な政治安定には悪影響を与えた。というのも、リオ・ブランコ法は保守党をリオ・ブランコの内閣を支持する一派と、断固反対した「エスクラヴォクラタ」（escravocrata、「奴隷制度擁護派」）に分かれた。後者は超保守派の世代を形成した。
ペドロ2世がリオ・ブランコ法を支持したことにより、超保守派は無条件に皇帝を支持しなくなった。1850年代にペドロ2世が和解政策を支持して、進歩派を生み出したときにも保守党が分裂したが、和解政策に反対した1850年代の超保守派（エウゼビオ、ウルグアイ子爵、イタボライ子爵など）は政治制度が機能するには皇帝という最終的な、公正な仲裁者が政治の行き詰まりを解決する必要があると考えた。一方、超保守派の新世代は内外の脅威にブラジル帝国の存在すら脅かされたペドロ2世の治世初期を経験しておらず、繁栄、平和、行政が安定している時期しか経験していなかった。そのため、超保守派と統治層全般にとって、政争を解決できる中立の君主は重要ではなくなった。さらに、ペドロ2世が奴隷問題において明らかな立場をとったため、中立の仲裁者にはいられず、若い超保守派政治家は皇帝を守る理由を見出せなかった。

## 帝国の衰退

ブラジル帝国の地図、1889年頃。1828年時点の地図との違いはシスプラチナ州が失われ、アマゾナス州とパラナ州が設立されたことである。

帝国の弱点が明らかになるのに年月を要した。ブラジルは1880年代にも繁栄し続け、経済も社会も大きく発展した。例えば、ブラジルにおける最初の女性の権利運動が起こり、その後数十年にわたって緩やかに進歩したのであった。ブラジルの好況に反し、ペドロ2世の手紙からは彼が年老いるにつれて厭世的になり、時事に明るくなく、将来への展望が悲観的であることが見えた。彼は皇帝としての公務を几帳面に続いたが、精彩はなく、ブラジルの安定を保つために政治に介入することもなくなった。歴史家はペドロ2世の「体制の運命への無関心」が強まり、帝政の体制が脅かされるときもそれを保護すべく行動しなかったことで、ペドロ2世は帝政の崩壊の「主要な、またはおそらく全部の」責任を負うべきと考えている。
帝国の将来を新方向に引っ張ることのできる後継者がいなかったこともブラジル皇家の長期的な展望を脅かした。ペドロ2世の継承者は長女のイザベル皇女であったが、彼女は女帝になることを予想しておらず、そう望んでもいなかった。ブラジル憲法は女性が帝位を継承することを許可したが、当時のブラジルは伝統的な男性主体の社会であり、国家元首には男性君主こそふさわしいと広く考えられた。ペドロ2世、統治層、既成勢力の全てが女性継承者を不適当と考えており、ペドロ2世自身は2人の息子（アフォンソとペドロ・アフォンソ）の死と男性後継者の不在を帝国が破滅する運命にあるとの証と見ている節があった。
もはや帝位に執着のない疲れ切っていた皇帝、帝位を継承する欲求のない継承者、皇帝の国務に関する役割への不満が日に増していた統治層は全て帝政を崩壊に導いた。帝政の制度を崩壊させる手段はやがて軍部の中から現れた。共和主義はエリート層の一部を除いてブラジルで広範な支持を得たことはなく、地方からの支持は少なかった。しかし、軍部の後進や中間層の士官の間で共和主義と実証主義が広まったことは帝政への脅威になった。彼らは共和政をとる独裁体制が自由派の君主制より優れているとして、独裁体制を支持した。軍部の不満は1880年代の小規模な不服従に始まったが、皇帝は関心を持たず、政治家も政府の軍部への権威を再樹立できなかったため、軍部の不服従は時がたつにつれて規模が増大した。
フランスの支持を得て成立したメキシコ第二帝政が1867年に崩壊したことで、ブラジル帝国はラテンアメリカ唯一の君主制国家になり、その状態は1889年まで22年間続いた。

## 崩壊

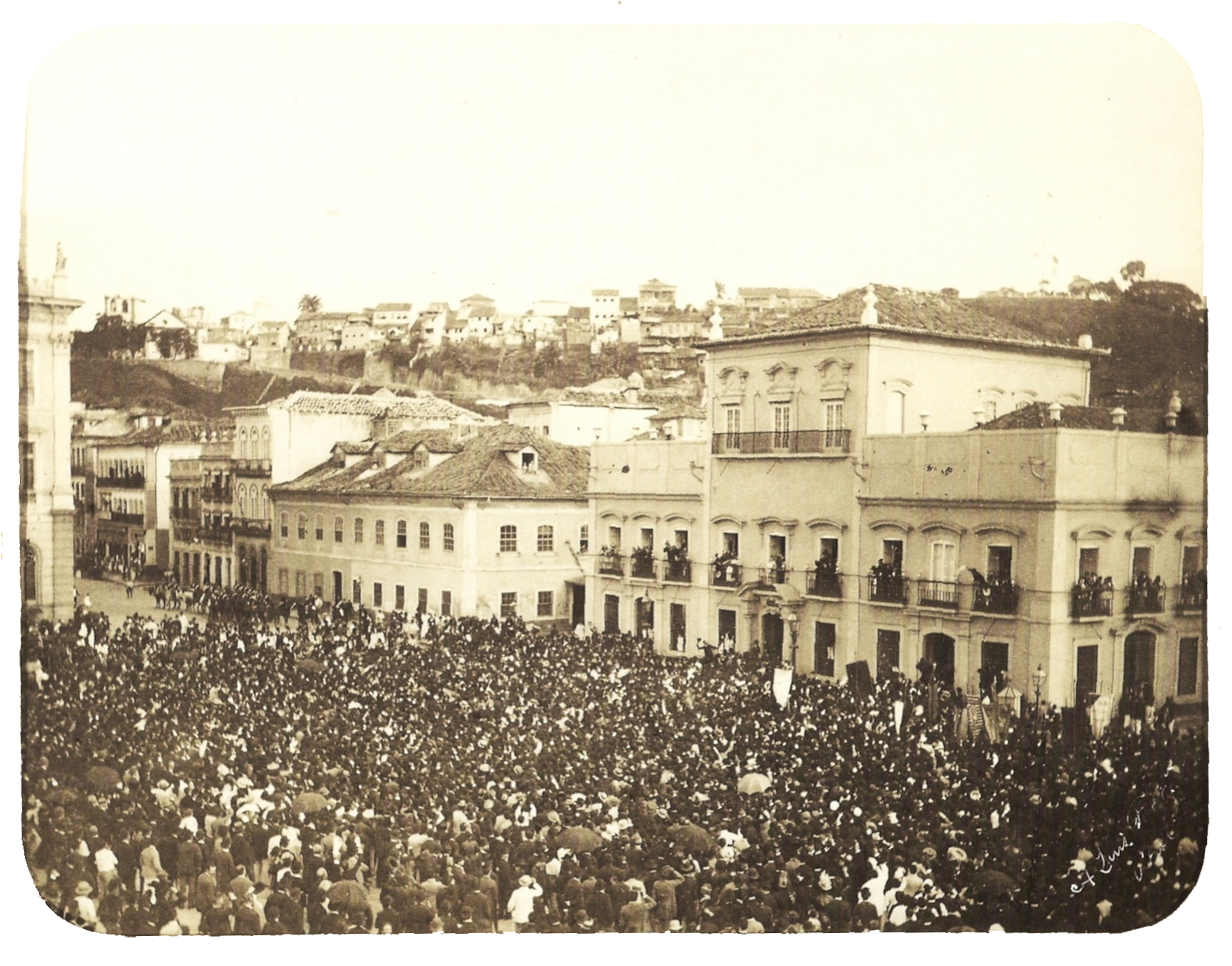
黄金法に署名した直後、王宮の中央バルコニーで群衆に面するイザベル皇女。

ブラジル帝国は末期には国際社会での名声を得ており、新興国になっていた。病気になったペドロ2世がヨーロッパで治療を受ける中、議会はブラジルで奴隷制度を廃止する黄金法を議決、イザベル皇女も1888年5月13日に法案に署名した。奴隷制度廃止で経済と労働力に影響が出るとの予想は外れた。にもかかわらず、皇帝が中立であるとの信念を完全に潰す最後のとどめになり、超保守派ですら共和制支持に切り替わった。超保守派はブラジルで強力な社会、経済、政治力を有する裕福なコーヒー農家の支持を受けた。
共和派の反動を避けるべく、政府はブラジルの繁栄を利用して、低利子でプランテーション農園主から多量の借款をし、不平政治家に称号を乱発した。政府は軍部が手に負えない状況に対処すべく、ほぼ名ばかりの存在に化していた国民衛兵を復活させた。
しかし、共和派と軍部の積極派は政府の行動に警戒した。共和派は政府の行動が共和派への支持を低減するために行われたため、それに対処すべく行動せざるを得ないと考えた。内閣は1889年8月に国民衛兵の再編成をはじめ、既存士官の反体制派はそれに対抗すべく極端な行動に走るようになった。その結果、共和派も軍部も「今しかない」という状況に陥った。ブラジル人の大半が政体を変える望みを持っていなかったが、共和派は軍部に君主を追放するよう圧力をかけるようになった。
両派は1889年11月15日にクーデターを仕掛け、共和国を建国した。事の起こりを目撃した者はそれが反乱であることに気付かなかった。歴史家のリディア・ベソウシェト（Lídia Besouchet）によると、「革命がそれほど目立たないことは稀である」という。ペドロ2世はクーデターを通して、まるでその結果に無関心のように感情を露わにしなかった。彼は政治家と軍部の首脳部からの反乱鎮圧に関する提案を全て拒否した。皇帝一家は11月17日に国外追放された。帝国が崩壊した後は王党派の大規模な反動が起こったが徹底的に鎮圧され、ペドロ2世もイザベル皇女も帝国の復活を支持しなかった。クーデターの計画には気付かなかったが、いざそれが起こり、ペドロ2世が受動的にそれを受け入れると、政治の既成勢力は帝政の終わりと共和政の成立を支持した。彼らはクーデターの首謀者の目的が大統領制でも議会制でもなく、独裁体制であることに気付かなかったのであった。